# Sergio Bastida
Sergio José Bastida (Rawson, 3 settembre 1979) è un ex calciatore argentino, di ruolo centrocampista.

## Palmarès

### Club

#### Competizioni nazionali
- Coppa Svizzera: 1

Zurigo: 2004-2005